# Elecciones provinciales de Columbia Británica de 1937
Las elecciones provinciales de Columbia Británica de 1937 ocurrieron el 1 de junio de ese año, para elegir miembros de la 19.ª legislatura de la provincia canadiense de Columbia Británica. La elección resultó en una victoria para el oficialista Partido Liberal, que logró un segundo periodo en el gobierno, obteniendo la mayoría absoluta de las bancas en juego.
El Partido Conservador concurrió unido a esta elección y logró recuperar mucho de su caudal electoral que habían perdido 4 años atrás, logrando 8 escaños y quitándoles el puesto de oposición oficial a la CCF. La Federación del Commonwealth Co-operativo participó divida en esta elección, ya que el partido había expulsado a su líder Robert Connell, quien formó el Partido Social Constructivo, que logró menos del 2% de los votos y ningún escaño, frente al 28.6 % de la CCF y sus 7 escaños.

## Contexto
La elección se llevó a cabo bajo un sistema mixto. La gran mayoría de distritos electorales eligieron un legislador, usando el escrutinio mayoritario uninominal, mientras que los distritos con más de un miembro ocuparon el escrutinio mayoritario plurinominal, más conocido como voto en bloque. 25 escaños fueron necesarios para la mayoría absoluta.

## Resultados
|  | 37.34 % |

|  | 28.60 % |

|  | 28.57 % |

|  | 1.76 % |

|  | 0.43 % |

|  | 1.93 % |

|  | 1.15 % |

|  | 0.22 % |

|  | 98.44 % |

|  | 1.56 % |

|  | 100.00 % |

|  | 100.00 % |

|  | 71.20 % |